# Abu-Muhammad Hàmid ibn al-Abbàs
Abu-Muhàmmad Hàmid ibn al-Abbàs (837 - 923) fou visir abbàssida.
De jove fou portador d'aigua i venedor de fruita però va esdevenir agent recaptador dels abbàssides al-Muwàffaq i al-Múqtadir, inicialment a Wasit (886), per després ampliar el seu camp d'actuació a Fars i Bàssora (900).
L'11 de novembre del 918 va succeir a Ibn al-Furat com a visir, però les seves limitacions van obligar el califa a nomenar un adjunt (naib), Ali ibn Isa ibn al-Djarrah. El seu govern va venir marcat per la rivalitat amb el seu adjunt; la seva política recaptatòria va provocar alguns disturbis a Bagdad que foren reprimides violentament; també va perseguir als càrmates, sufites i imamites. El 7 d'agost del 923 fou destituït i Ibn al-Furat va recuperar el càrrec. El fill del nou visir el va torturar i humiliar però finalment va poder marxar a Wasit on al cap de poc va morir, potser enverinat.